# Японо-єгипетські відносини
Японо-єгипетські відносини (араб. العلاقات المصرية اليابانية ‎ яп. 日本とエジプトの関係) — двосторонні дипломатичні відносини між Японією та Єгиптом. Згідно з офіційними заявами, Єгипет і Японія перебувають у «міцних дружніх відносинах» за наявності посольств в обох країнах та підтримки взаємовигідних відносин у сфері економіки та торгівлі.

## Історія
Відносини між країнами встановлені ще у ХІХ столітті.
У Першій світовій війні Велика Британія, під протекторатом якого був Єгипет, і Японія були союзниками і воювали проти Центральних держав. Велика Британія розглядала можливість участі японських військ на близькосхідному театрі військових дій, їх також передбачалося задіяти як резерв у Єгипті. Однак через побоювання зростаючого впливу Японії Британія відмовилася від подібних ідей.
Дипломатичні відносини були встановлені в 1922, коли Японія визнала незалежність Єгипту. З цього моменту високопосадовці і глави держав неодноразово наносили один одному візити.
У 1995 прем'єр-міністр Мураяма Томіїті відвідав Єгипет, а президент Хосні Мубарак побував у Японії в 1983, 1995 і 1999 відповідно.
У 1998-2002 Японія надала Єгипту кредити на загальну суму 3,5 млрд. доларів США.
У 2002 двосторонній обсяг торгівлі між країнами перевищив 1 млрд доларів США: зокрема, в Долині Царів збудовано центр для гостей, відкрито новий міст та поставлено автомобілі швидкої допомоги. У плані туризму також спостерігається позитивна динаміка: у 2009 Єгипет відвідали 90 000 японців, близько 3500 єгиптян побували в Японії 2007.

## Японці у Єгипті
У самому Єгипті проживав 1051 громадянин Японії станом на жовтень 2009. Це були переважно інженери великих компаній та бізнесмени, які займалися облаштуванням великих міст Єгипту. Однак після революційних подій 2011 470 людей з міркувань безпеки залишили країну.

## Діючі відносини

### Політика
Японія визнає важливу роль Єгипту у вирішенні конфліктів на Близькому Сході та у здійсненні дипломатичних переговорів. Глави урядів Японії та Єгипту підтримують мирні ініціативи один одного щодо підтримки миру в регіоні. Обидві країни входять до Спільного комітету, який займається розвитком відносин та співробітництва у сферах взаємних інтересів обох країн, що є потенційно вигідними і для Єгипту, і для Японії.

### Освіта
Одним із досягнень у сфері освіти та обміну досвідом є Єгипетсько-японський університет науки та технології, створений в 2010 і розташований в Нью-Борг-ель-Араб — місті на околицях Олександрії. Також у Гізі з 1972 відкрита Каїрська японська школа — міжнародна японська школа, куди входять початкові та середні класи традиційних шкіл.